# Cottonwood (Arizona)
Cottonwood ist eine US-amerikanische Stadt im Yavapai County des Bundesstaats Arizona. Das U.S. Census Bureau hat bei der Volkszählung 2020 eine Einwohnerzahl von 12.029 ermittelt.
Sie hatte eine Fläche von 27,7 km². Durch Cottonwood verläuft die Arizona State Route 89A, an der auch die Arizona State Route 260 beginnt.

## Geschichte
Die ersten anglo-amerikanischen Siedler ließen sich auf dem Gebiet von Cottonwood, das von Apachen und Yavapai bewohnt wurde, Ende der 1870er Jahre nieder. Sie versorgten die Soldaten im nahe gelegenen Camp Verde und die zahlreichen mit der Ausbeutung der Gold-, Silber- und Kupferminen im benachbarten Jerome Beschäftigten.
Den Status einer City erhielt Cottonwood im Jahr 1960.

## Einwohnerentwicklung
| Jahr                                | 1960  | 1970  | 1980  | 1990  | 2000  | 2010   | 2020   |
| ----------------------------------- | ----- | ----- | ----- | ----- | ----- | ------ | ------ |
| Einwohner                           | 1.879 | 2.610 | 4.550 | 5.918 | 9.179 | 11.265 | 12.029 |
| Quelle: United Stats Census Bureaux |       |       |       |       |       |        |        |

## Söhne und Töchter der Stadt
- Junior Brown (* 1952), Country-Musiker
- Ambyr Childers (* 1988), Schauspielerin